# Uri Gavriel

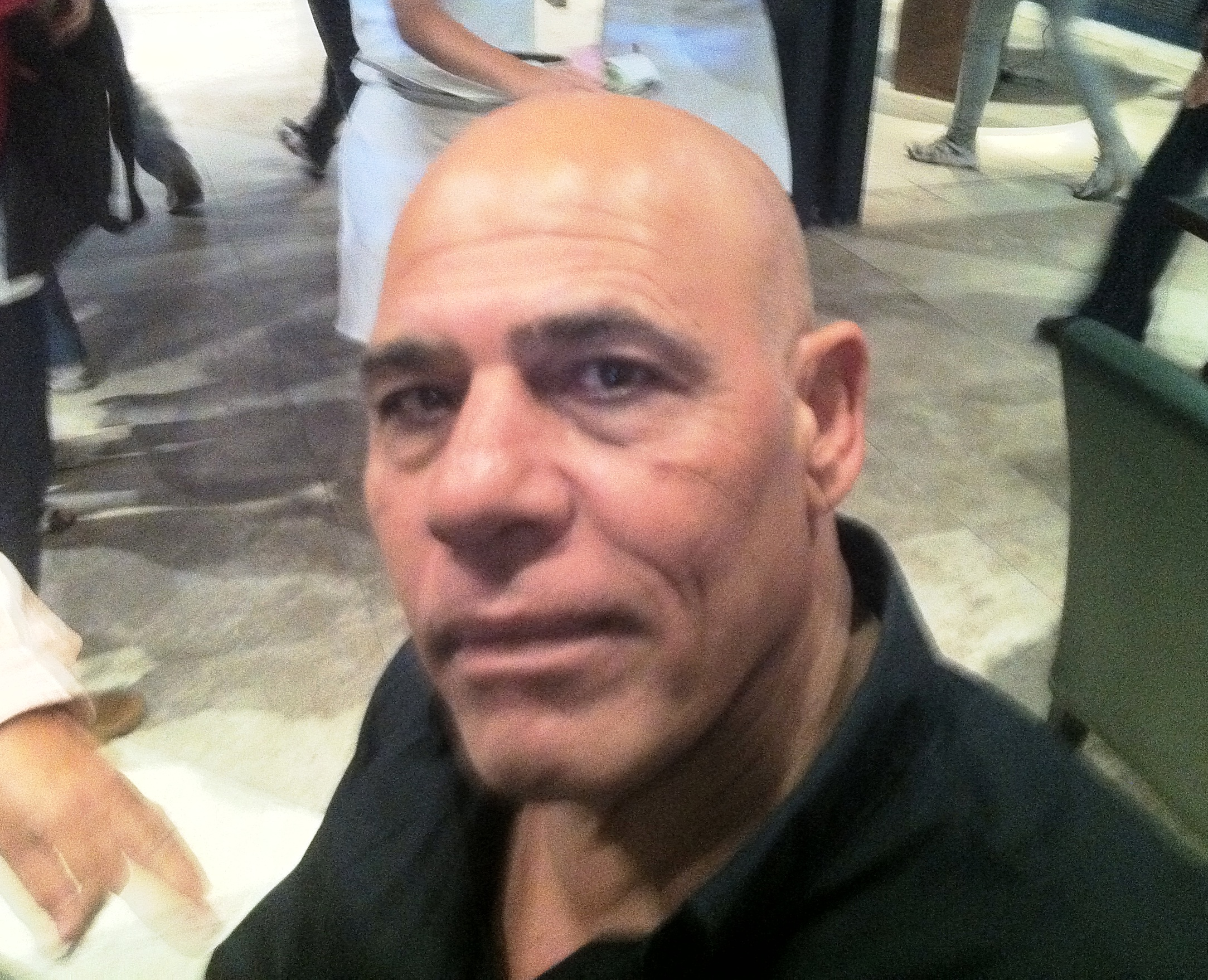
Uri Gavriel (2011)

Uri Gavriel (hebräisch אורי גבריאל; * 3. April 1955 in Bnei Berak, Israel) ist ein israelischer Schauspieler.

## Leben
Uri Gavriel wurde als Sohn von Bertha und Gabriel Gavriel, jüdischen Einwanderern aus dem Irak, geboren. Zwischenzeitlich lebte die Familie in Tel Aviv-Jaffa, bevor sie wieder nach Bnei Berak zurückzog. Nach seinem Wehrdienst beim israelischen Militär studierte er von 1977 bis 1979 an der Nissan Nativ's acting studio Schauspiel. Bereits seitdem er 17 Jahre alt war, spielte Gavriel Theater und konnte sich in der israelischen Theaterszene etablieren, bevor er 1982 in Jacob Goldwassers Drama Mitahat La’af auf der Leinwand debütierte. An der Seite von Moshe Ivgy und Makram Khoury spielte er die Hauptrolle des Sammy Ben-Tovim.
Ab den 1980er Jahren spielte Gavriel in mehreren israelischen Filmen mit, die international vertrieben wurden. Unter anderem spielte er in Delta Force, Der stählerne Adler und Der stählerne Adler II mit. Seinen größten Erfolg hatte er für seine Darstellung als Franco in Eyal Halfons Drama Willkommen in Israel, wofür er 2005 als Bester Hauptdarsteller mit dem Ophir Award, dem israelischen Filmpreis, ausgezeichnet wurde. Zuletzt war Gavriel in Christopher Nolans epischen Thriller The Dark Knight Rises als blinder Gefängnisinsasse zu sehen.

## Filmografie (Auswahl)
- 1982: Mitahat La'af
- 1984: Der Ambassador (The Ambassador)
- 1984: Gehetzte Zeugin (Edut Me'ones)
- 1986: Delta Force (The Delta Force)
- 1986: Der stählerne Adler (Iron Eagle)
- 1988: Der stählerne Adler II (Iron Eagle II)
- 1988: Jagdfieber (Steal the Sky)
- 1991: Marine Fighter (The Human Shield)
- 1992: Die Schwächen der starken Frauen (Sipurei Tel-Aviv)
- 1992: S.E.A.L.S. (The Finest Hour)
- 1993: American Cyborg (American Cyborg: Steel Warrior)
- 1993: Mumie – Tal des Todes (The Mummy Lives)
- 1998: Flucht aus Saudi-Arabien (Escape: Human Cargo)
- 2004: Der werfe den ersten Stein (Avanim)
- 2004: Die syrische Braut (Ha-Kala Ha-Surit)
- 2005: Willkommen in Israel (Eize Makom Nifla)
- 2007: Die Band von nebenan (Bikur ha-tizmoret)
- 2007: Operation: Kingdom (The Kingdom)
- 2008: Die Husseins: Im Zentrum der Macht (House of Saddam)
- 2011: Ha-Fantazia Ha-Gdola shel Simiko Ha-Katan
- 2012: The Dark Knight Rises
- 2012: Byzantium
- 2016: Ein Tag wie kein anderer (Shavua ve Yom)
- 2018: Maria Magdalena (Mary Magdalene)

## Auszeichnung (Auswahl)
Ophir Award
- 2005: Bester Hauptdarsteller für Willkommen in Israel
- 2011: Nominierung als Bester Nebendarsteller für Ha-Fantazia Ha-Gdola shel Simiko Ha-Katan